# Бемыжский район
Бемыжский район (удм. Бемыж ёрос) — административно-территориальная единица в составе Удмуртской АССР с 1935 по 1956 годы. 
Административный центр — село Бемыж.

## Образование района
Район образован 9 марта 1935 года при разукрупнении Граховского района, в составе 12 сельсоветов. Границы района практически полностью совпадали с границами, существовавшей на этой территории в 1924—1929 годах, Троцкой волости.

## Административное деление
Первоначально в состав района входили 12 сельсоветов: Балдеевский, Васильевский, Верхнебемыжский, Верхнеишекский, Вишурский, Крымско-Слудский, Русско-Куюкский, Староаргобашский, Старобемыжский, Старокармыжский, Староятчинский и Удмурт-Сарамакский.
В 1941 году, указом Президиума Верховного Совета УАССР, Вишурский сельсовет переименован в Нынекский, а Верхнеишекский — в Староаргобашский.
В результате реформы 1954 года, проведено укрупнение сельсоветов, их количество сокращено до 6:
- Васильевский сельсовет, образован из Васильевского, Верхнебемыжского и Каменногорского
- Крымско-Слудский сельсовет, образован из Крымско-Слудского и Удмурт-Сарамакского
- Староаргабашский сельсовет, образован из Староаргабашского и Балдеевского
- Бемыжский сельсовет, образован из Старобемыжского и Старокармыжского
- Староятчинский сельсовет, образован из Староятчинского и Русско-Куюкского
- Нынекский сельсовет, сохранён в прежних границах

## Упразднение района
Указом Президиума Верховного Совета РСФСР от 27 ноября 1956 года район был упразднён. Крымско-Слудский и Староятчинский сельсоветы переданы в Граховский район, Бемыжский, Васильевский и Староаргабашский сельсоветы переданы в Кизнерский район, Нынекский сельсовет передан в Можгинский район.